# Каконін
Каконін (пол. Kakonin) — село в Польщі, у гміні Беліни Келецького повіту Свентокшиського воєводства.
Населення — 365 осіб (2011).
У 1975-1998 роках село належало до Келецького воєводства.

## Демографія
Демографічна структура на день 31 березня 2011 року:
|          | Загалом | Допрацездатний вік | Працездатний вік | Постпрацездатний вік |
| -------- | ------- | ------------------ | ---------------- | -------------------- |
| Чоловіки | 187     | 38                 | 132              | 17                   |
| Жінки    | 178     | 34                 | 110              | 34                   |
| Разом    | 365     | 72                 | 242              | 51                   |